# 金峯神社 (長岡市)
金峯神社（きんぷじんじゃ）は新潟県長岡市に鎮座する神社である。旧社格は県社で明治時代まで蔵王権現という。近辺では「蔵王さま」と呼ばれている。廃仏毀釈までの別当寺は安禅寺（金峰山静観院）。

## 祭神
金山彦命を祀る。他に相殿に又倉神社他を祀る。蔵王権現以前は又倉村といい産土神又倉神社を祀っていたという。王神祭は又倉神社祭礼である。

## 歴史
和銅2年（709年）元明天皇の勅願により北国鎮護のため大和国吉野山の蔵王権現を分霊して古志郡楡原の地に創建されたと伝える。修験者秋葉三尺坊をはじめ僧徒山伏修験者数千人の勢力だったという。秋葉三尺坊は後に信州戸隠を経て遠州に渡り一大修験勢力を築いたという。しかし戦に破れ三島郡矢田の地に隠遁し仁治3年（1242年）現在の又倉村の地に遷座したという。信濃川河川交通の重要地であるこの地に門前町を築き、軍事勢力を持ち蔵王堂城を築き長岡の町の基礎を築いた。河川沿いの長い丘状に発展した町の様から長岡という地名が起こったという。
なお、『長岡市史』では楡原からの遷座年は不詳で、大島荘川崎郷保倉村に移転し、同村は蔵王村に改称したとされる。
南北朝時代にはこの地を巡って激しい戦いが繰り広げられた。当時既に越後国を代表する霊場として広く知られていた。蔵王堂城主堀直竒は信濃川に欠けるこの地から平方原に城を築城した（長岡城）
江戸時代、天海により別当寺の安禅寺が真言宗から天台宗に宗旨替えとなる。
元和年中に社殿炎上して古記録が焼失。慶安2年（1649年）に徳川家光は朱印三百石を寄進された他、越後長岡藩主牧野家は40石寄進し、守護神と崇め家督相続の折には必ず参詣した。
明治維新に神仏分離令により神祇と決して別当寺の安禅寺は分離・廃寺となり、蔵王堂は金峯神社と改名。新潟県最初の県社に列す。
明治40年に社殿炎上し、大正2年（1913年）再建。
平成15年（2003年）5月13日早朝、不審火と見られる出火により拝殿の外壁の一部と屋根部分を焼失、平成16年（2004年）には新潟県中越地震により本殿基礎部分に被害を受けたが、平成17年（2005年）7月16日に社殿修復を完工。平成21年（2009年）、御創建千三百年祭を斎行。

## 祭礼
『長岡市史』では旧暦6月15日に祭礼が行われ、流鏑馬と長岡町の屋台とが呼び物であったが、宝暦14年（1764年）以降から屋台については越後長岡藩より統制を受けた。

## 現地情報
長岡市街北部に立地する。
交通アクセス
- 長岡駅大手口バスターミナル13番線より越後交通 宝町行またはエコトピア寿行で10分、「蔵王」下車後徒歩約3分
- JR北長岡駅より西へ徒歩約15分